# Lijst van musea in Zuid-Holland
Dit is een lijst van musea in Zuid-Holland. 

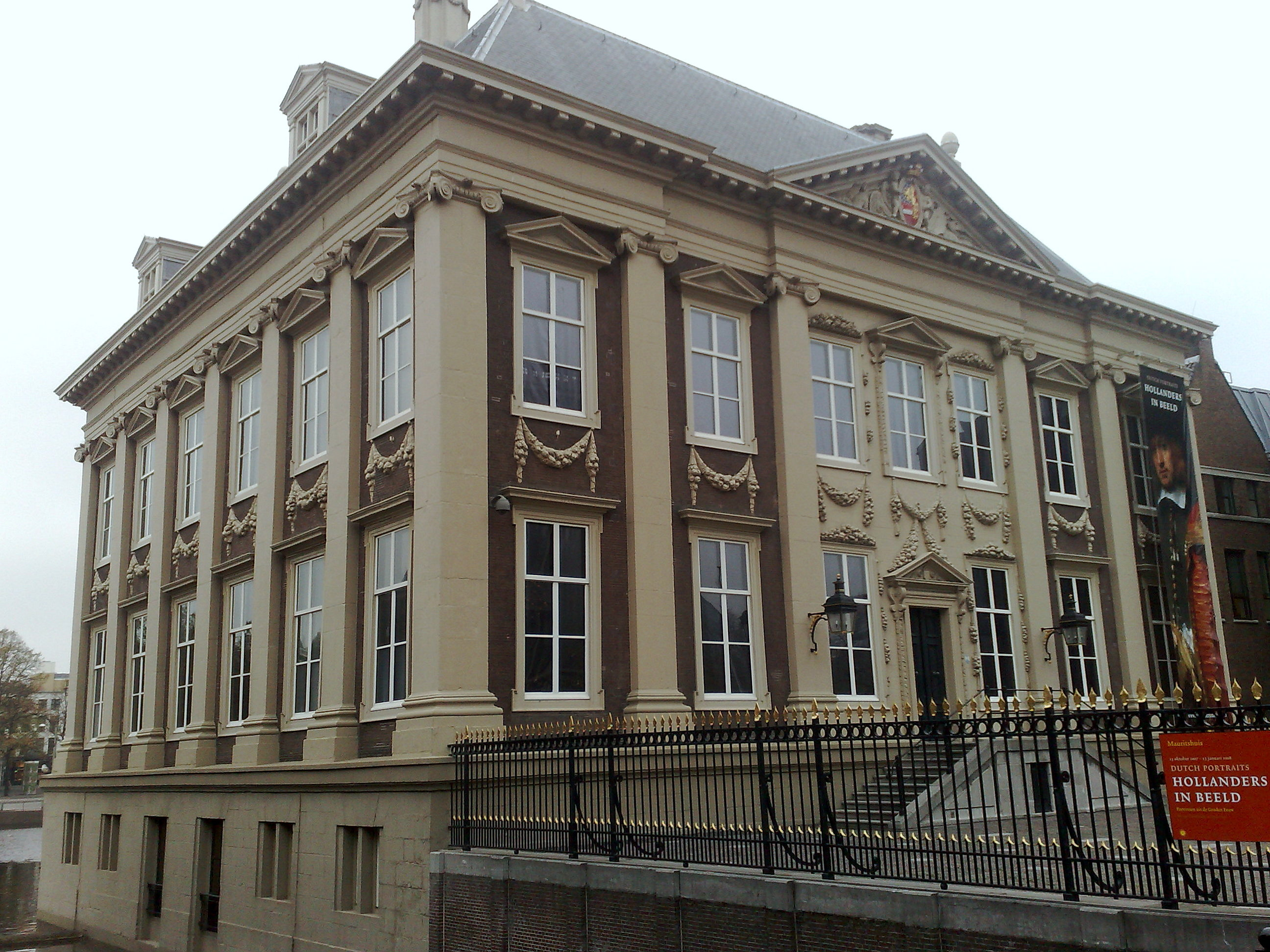
Den Haag Mauritshuis

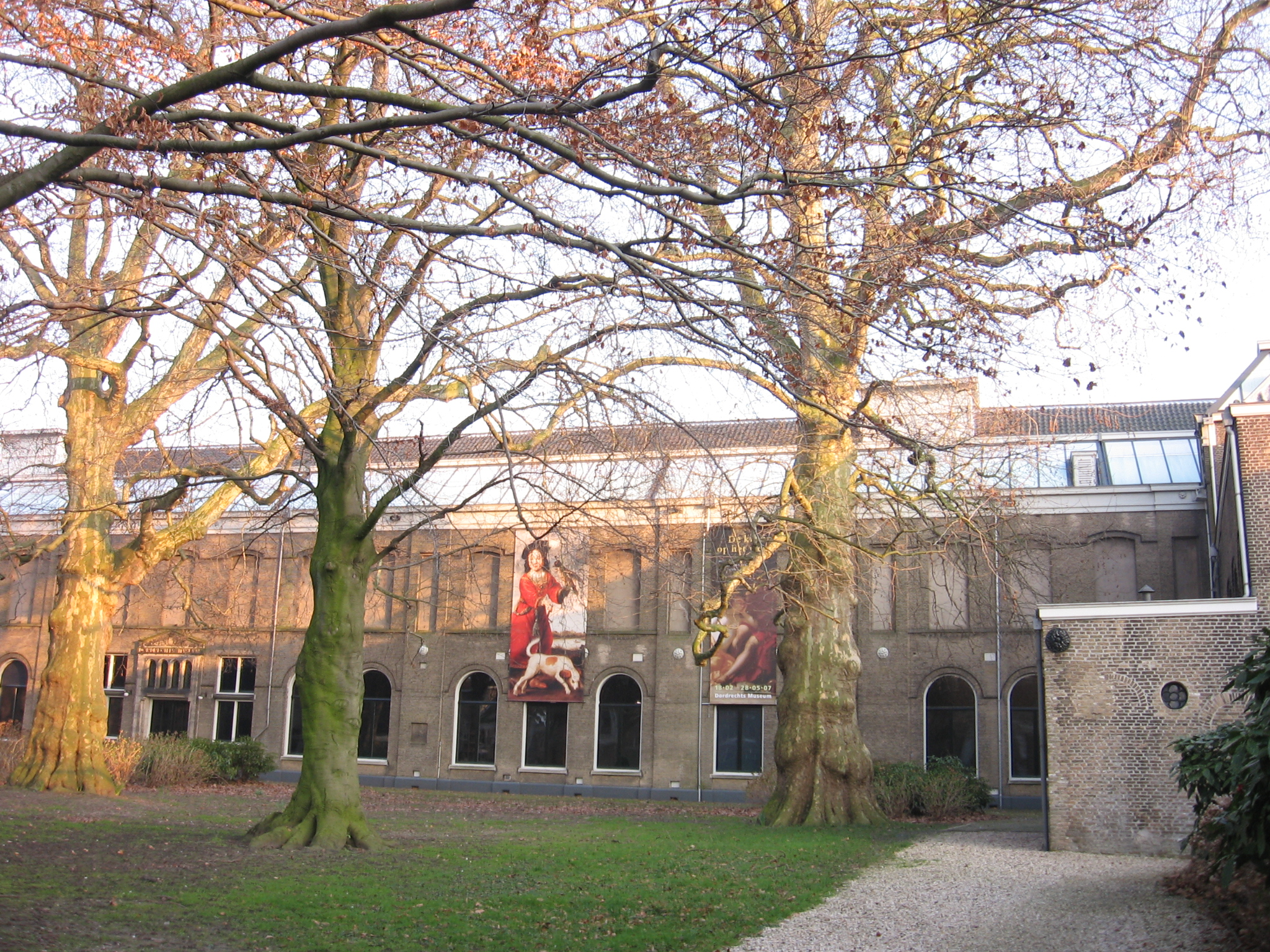
Dordrechts Museum

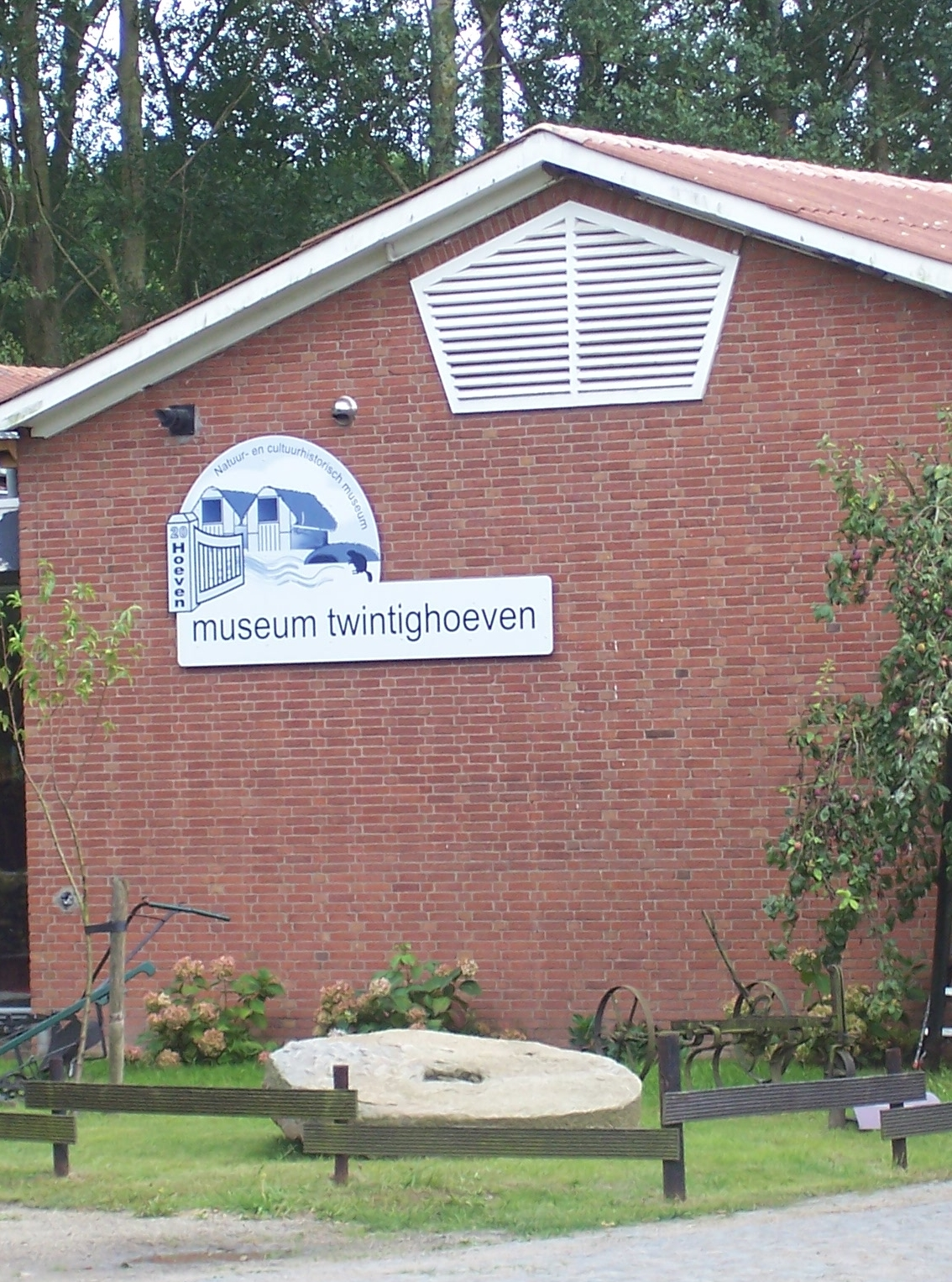
Museum Twintighoeven

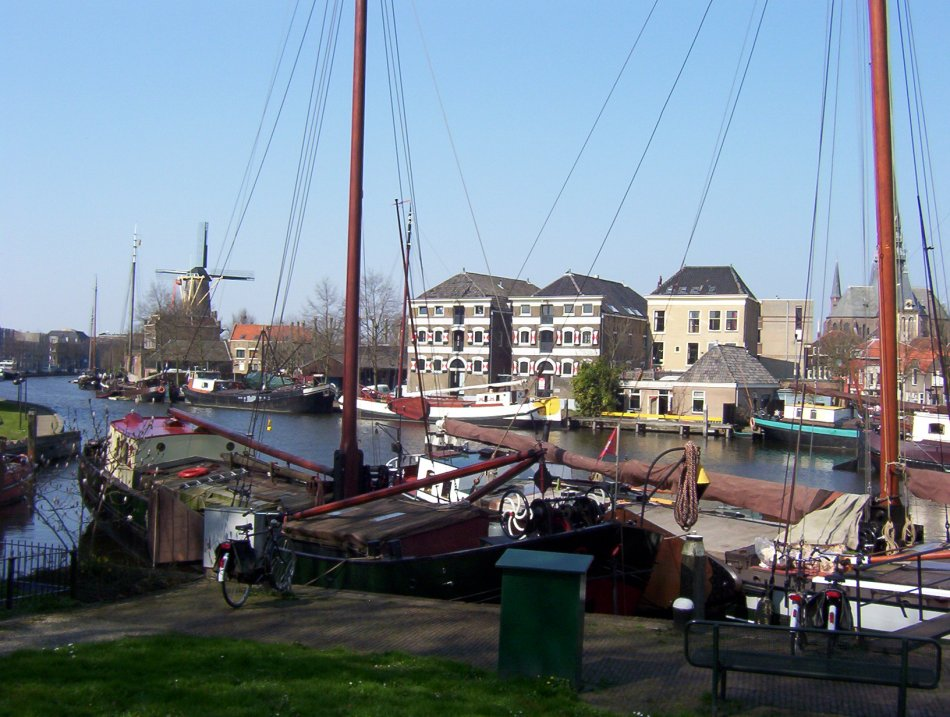
Gouda Binnenhavenmuseum

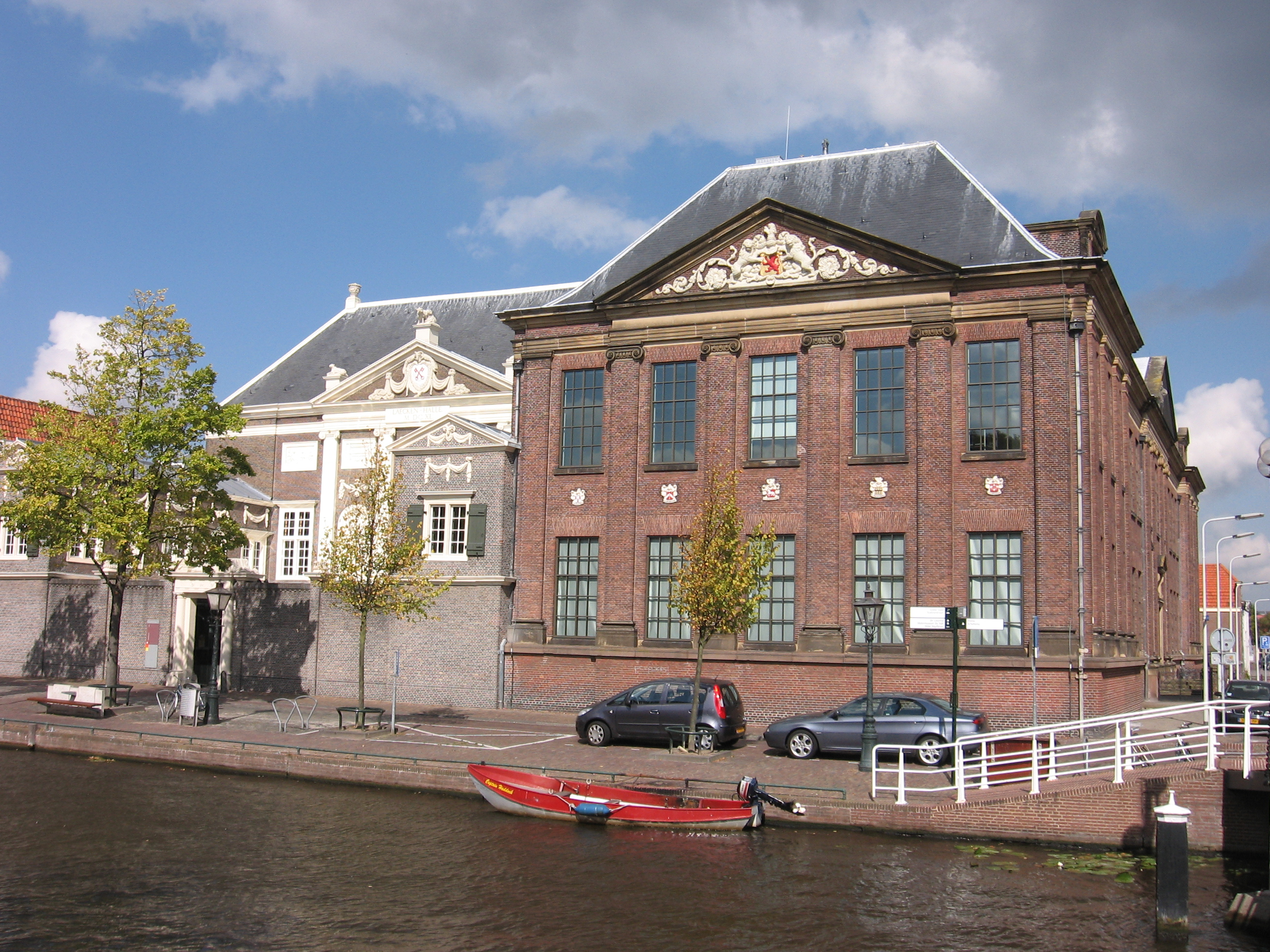
Leiden Lakenhal

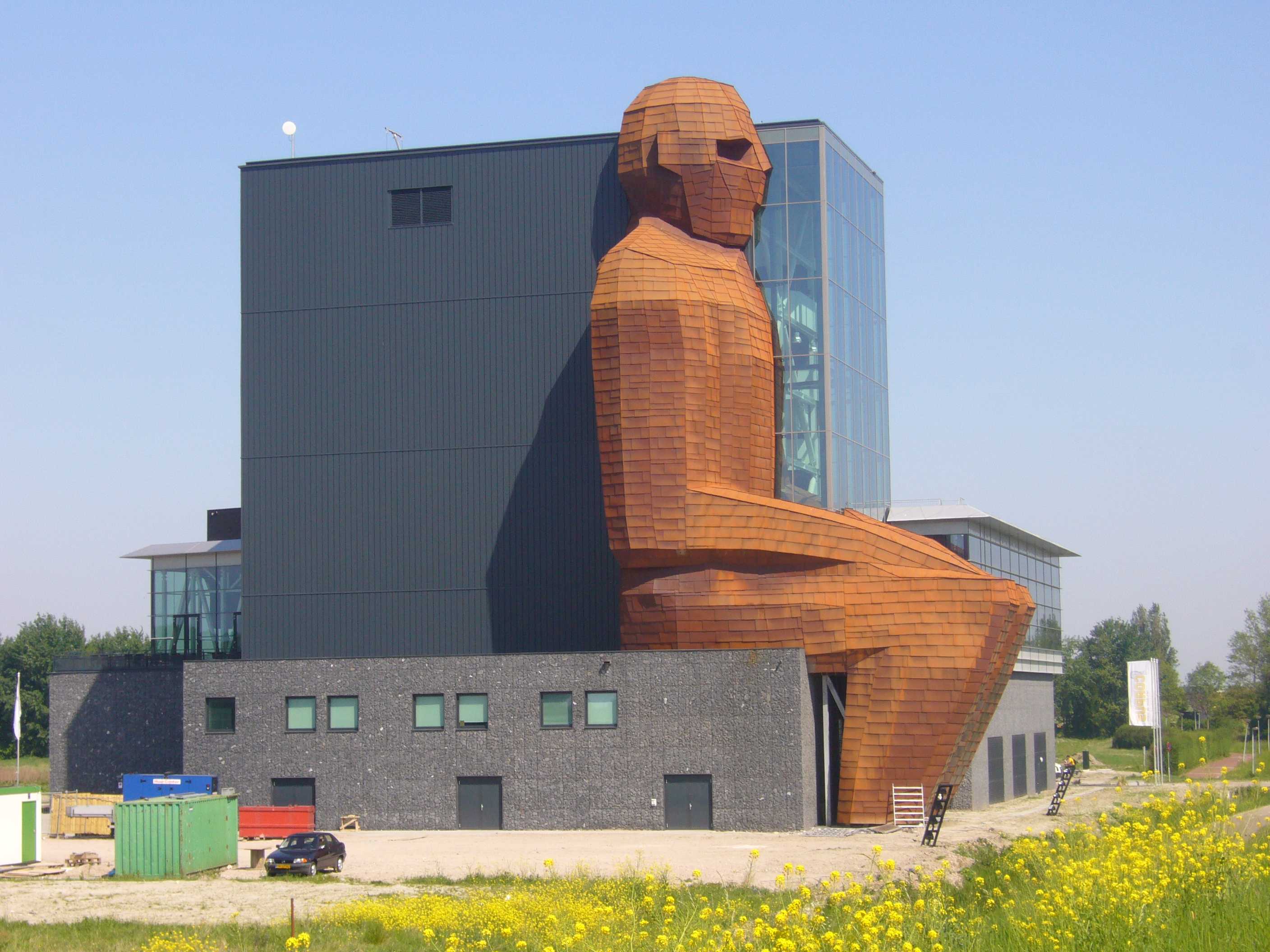
Oegstgeest Museum Corpus

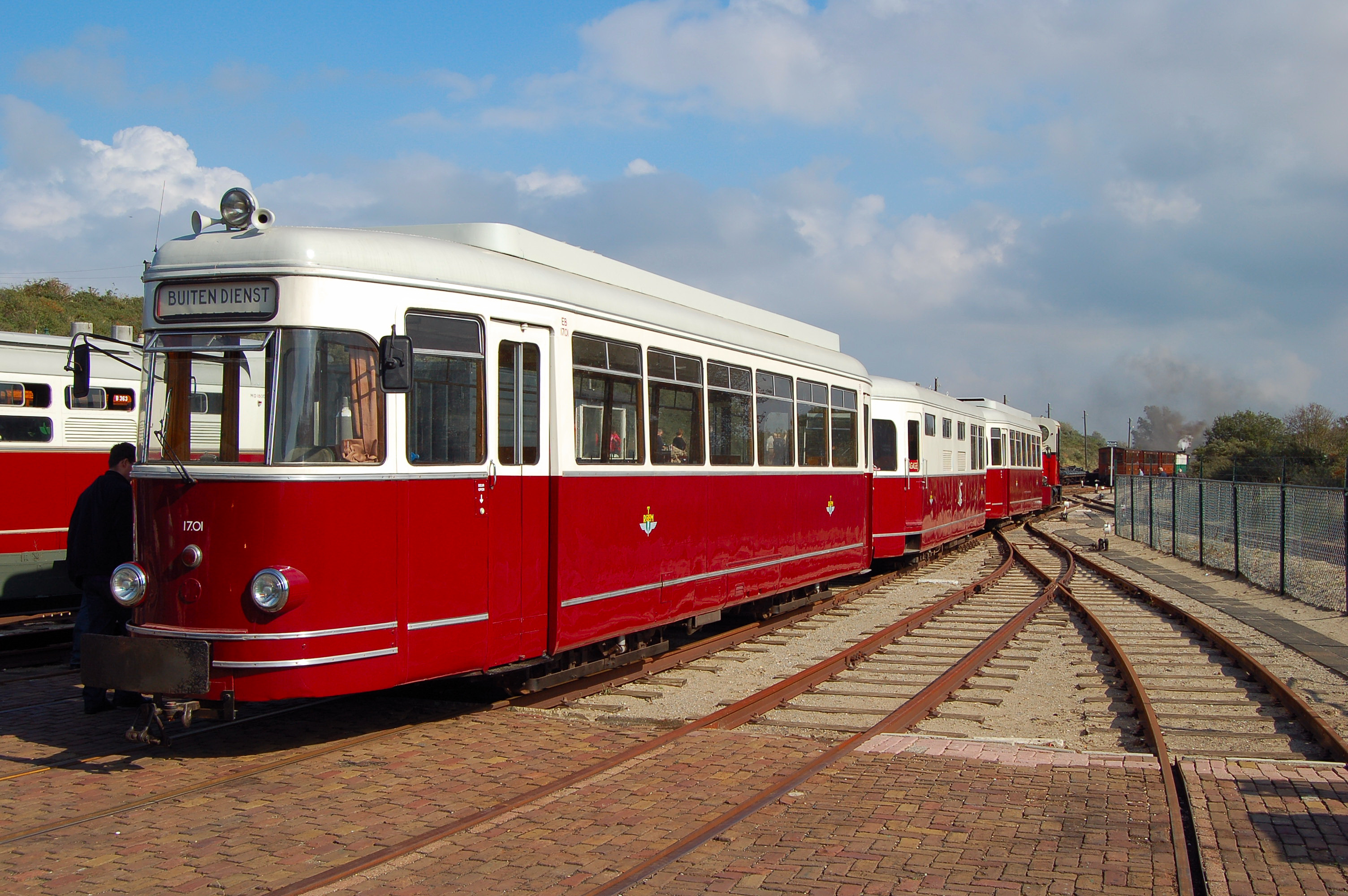
Ouddorp RTM Museum

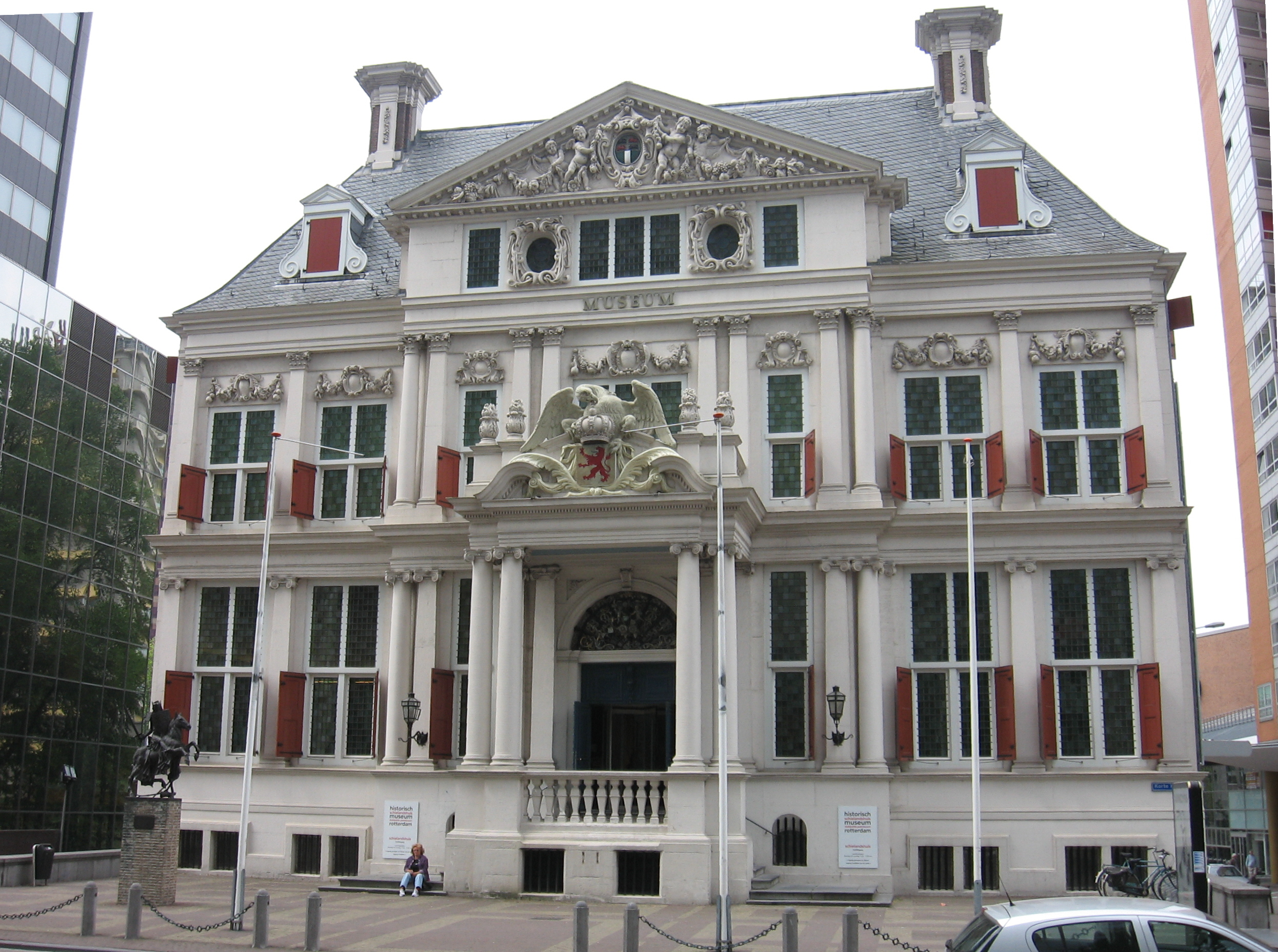
Rotterdam Schielandshuis

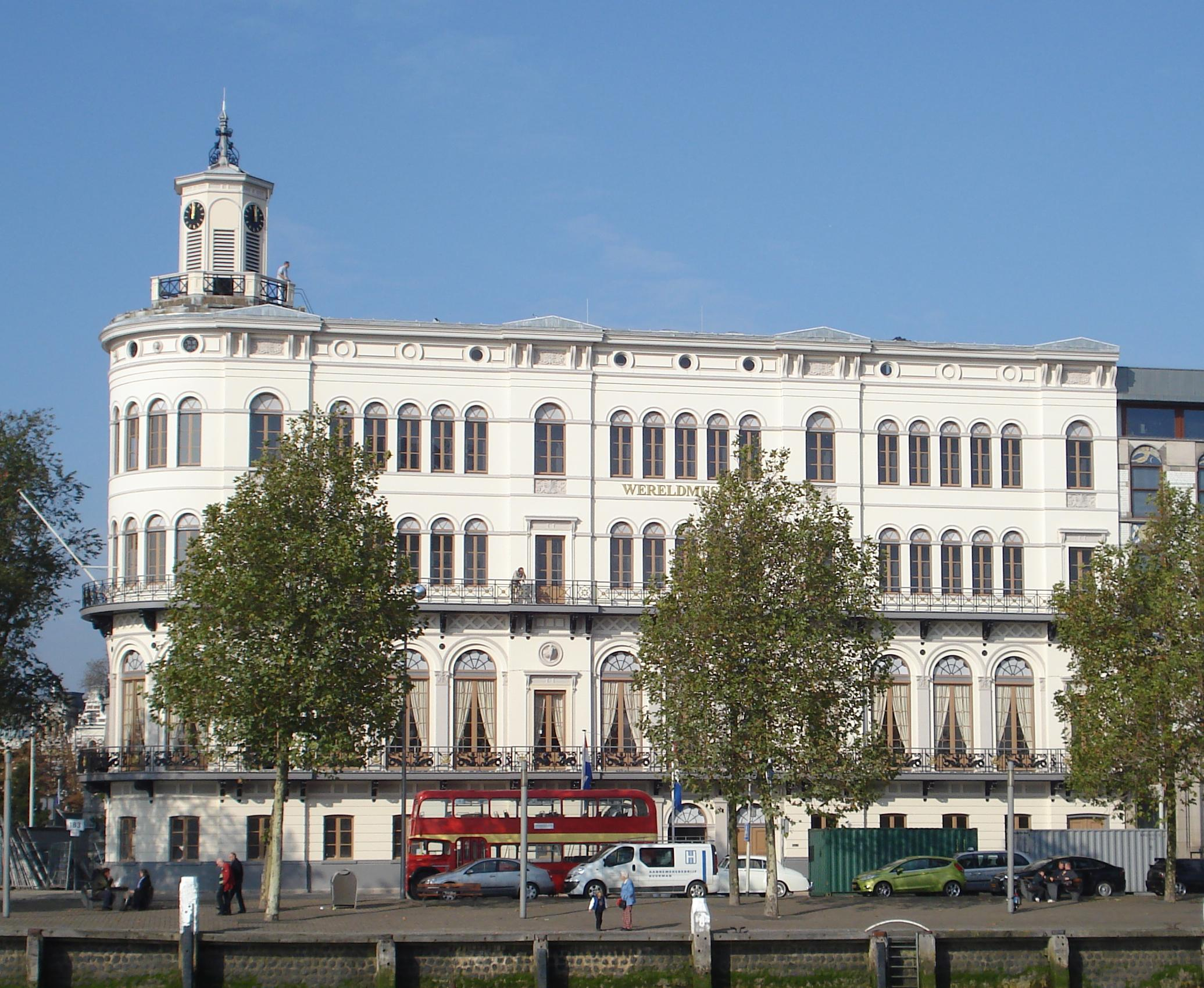
Rotterdam Wereldmuseum

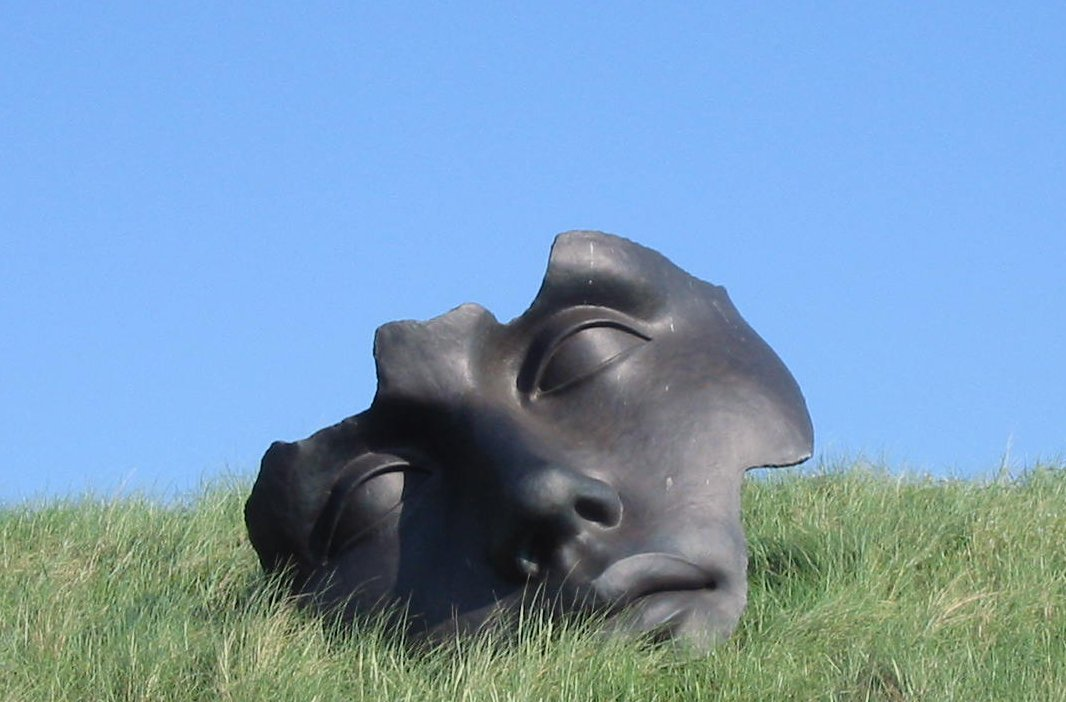
Scheveningen Beelden Aan Zee

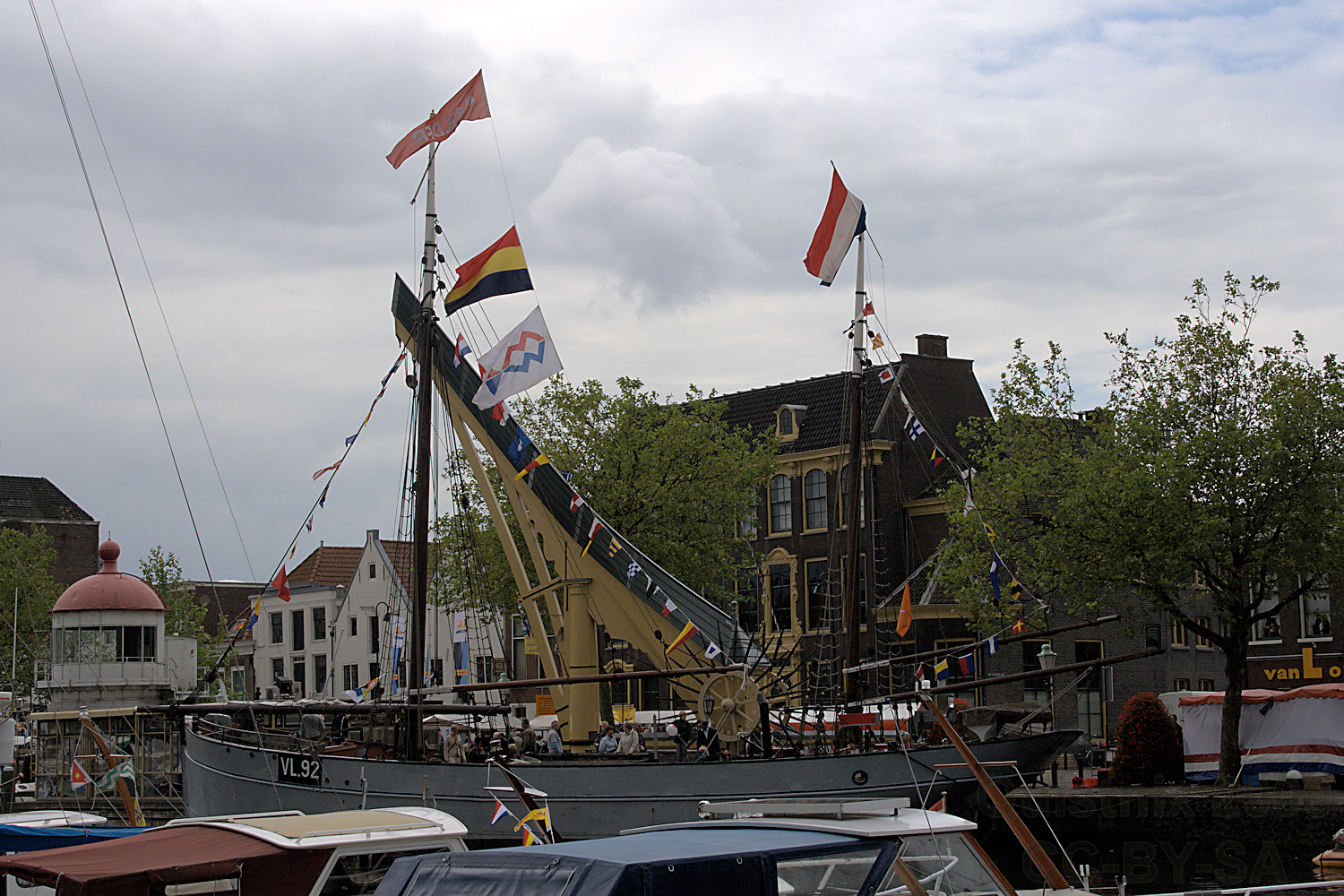
Museum Vlaardingen

## Musea

### Alphen aan den Rijn
- Archeon

### Berkel en Rodenrijs
- Museumhoeve Molenaar

### Bleiswijk
- Historisch Museum Bleiswijk

### Bleskensgraaf
- Historisch Museum Het Voorhuis

### Bodegraven
- Kaasmuseum Bodegraven

### Boskoop
- Boomkwekerijmuseum

### Brielle
- Historisch Museum Den Briel

### Capelle aan den IJssel
- Dief- en Duifhuisje
- Historisch Museum Capelle

### Delft
- Botanische Tuin TU Delft
- De Porceleyne Fles (Delft)
- Gereedschap Museum Mensert
- Legermuseum (Delft) (opgeheven in 2013)
- Medisch en Farmaceutisch Museum "De Griffioen"
- Mineralogisch-Geologisch Museum
- Museum Lambert van Meerten
- Museum Nusantara (opgeheven in 2013)
- Museum Paul Tétar van Elven
- Museum Prinsenhof Delft
- Museum Van Marken
- Science Centre
- Tabakshistorisch Museum
- Vermeercentrum

### De Lier
- Museum De Timmerwerf

### Den Haag
- Beelden aan Zee
- Bunker Museum Den Haag
- De Mesdag Collectie
- Escher in Het Paleis
- Fotomuseum Den Haag
- KM21 (voorheen: GEM Museum voor actuele kunst)
- Kunstmuseum Den Haag
- Gevangenpoort
- Haags Openbaar Vervoer Museum
- Haags Historisch Museum
- Het van Kinderen Museum
- Humanity House
- Jan van Goyenhuis
- Kinderboekenmuseum
- Literatuurmuseum
- Loosduins Museum De Korenschuur
- Louis Couperus Museum
- Louwman Museum, voorheen Nationaal Automobiel Museum
- Mauritshuis
- Museon
- Museum Bredius
- Museum Meermanno of Museum van het Boek
- Museum van Kleef
- Museum van het Ambacht
- Museum voor Communicatie (voorheen PTT museum)
- Museum Waalsdorp
- Muzee Scheveningen
- Muziekhistorisch Museum Scheurleer (1905-1935)
- Panorama Mesdag
- Sarnámihuis
- Stedelijk Museum Ypenburg
- Yi Jun Peace Museum

### Dordrecht
- Dordrechts Museum
- Het Dordts patriciërshuis
- Het Hof van Nederland
- Huis Van Gijn
- Boekdruk Museum
- Museum 1940 - 1945
- Museum Twintighoeven
- Nationaal Onderwijsmuseum

### Giessenburg
- Museum het Regthuys

### Goedereede
- Torenmuseum Goedereede

### Gorinchem
- Gorcums Museum

### Gouda
- Museum Gouda, onder andere gevestigd in het voormalig Catharina Gasthuis
- Grote of Sint-Janskerk, een gotische kerk met een museum
- Museumhaven Gouda
- Nationaal farmaceutisch museum, voorheen Museum De Moriaan (opgeheven in 2011)
- Libertum, voorheen Verzetsmuseum Zuid-Holland[1]

### Haastrecht
- Museum Bisdom van Vliet

### Hardinxveld-Giessendam
- De Koperen Knop (cultuurhistorie van de Alblasserwaard)

### Heinenoord
- Museum Hoeksche Waard

### Hellevoetsluis
- Droogdok Jan Blanken
- Nationaal Brandweermuseum
- Historyland

### Hillegom
- Den Hartogh Ford Museum (gesloten in 2016)

### Hoek van Holland
- Atlantikwall-museum
- Expo-paviljoen van het Waterwegcentrum
- Fort 1881, het Pantserfort aan den Hoek van Holland (rijksmonument)
- Kassenmuseum Jan Knijnenburg
- Keringhuis van de Maeslantkering
- Museum RockArt
- Museum Verenigde Nederlandsche Scheepvaartmaatschappij
- Nederlands Kustverlichtingsmuseum
- Reddingsmuseum Jan Lels
- Veerdienstmuseum

### Honselersdijk
- Westlands Museum
- Westlands Schaatsmuseum

### Katwijk
- Katwijks Museum

### Klaaswaal
- Speldjesmuseum Pin Art Gallery

### Krimpen aan den IJssel
- Streekmuseum Krimpenerwaard

### Leiden
- Academisch Historisch Museum
- Anatomisch Museum Leiden
- BuurtmuseumLeidenNoord
- Hortus botanicus
- Japanmuseum SieboldHuis
- Leiden American Pilgrim Museum
- Leidse Sterrewacht
- Molenmuseum de Valk
- Rijksmuseum Boerhaave (wetenschapsgeschiedenis)
- Museum De Lakenhal (beeldende kunst en geschiedenis)
- Museum Het Leids Wevershuis
- Nationaal Ambulance- en Eerste Hulpmuseum
- Naturalis Biodiversity Center
- Rijksmuseum van Oudheden
- Textile Research Centre
- Wereldmuseum Leiden (Museum Volkenkunde)

### Leiderdorp
- Leiderdorps Museum
- SPAR-museum

### Lisse
- Kasteel Keukenhof
- Lisser Art Museum
- Museum De Zwarte Tulp

### Maasland
- Museum De Schilpen

### Maassluis
- Museum Maassluis
- Museumschip Hudson
- Nationaal Sleepvaart Museum

### Nieuwkoop
- Oudheidkundig- en Poldermuseum

### Noordwijk
- Atlantikwall Museum Noordwijk
- Museum of Comic Art
- Museum Engelandvaarders
- Museum Oud-Noordwijk
- Space Expo
- Streekmuseum Veldzicht

### Oegstgeest
- CORPUS

### Ouddorp
- Stichting voorheen RTM, Punt van Goeree
- Raadhuis van Ouddorp, streekmuseum

### Papendrecht
- Museum Dorpsbehoud Papendrecht

### Pernis
- Oudheidkamer Pernis

### Reeuwijk
- Streekmuseum Reeuwijk, voorheen Streekmuseum Oudheidkamer Reeuwijk

### Rijnsburg
- Museum Oud Rijnsburg
- Spinozahuis

### Rijsoord
- Museum Johannes Postschool en Planetarium

### Rijswijk
- Klein Museum de Sleutel
- Museum Rijswijk

### Rockanje
- De Koffieleut
- Openluchtmuseum De Duinhuisjes

### Rotterdam
- Atlas Van Stolk
- Belasting & Douane Museum
- Chabot Museum
- Dutch Pinball Museum
- Feyenoord Museum
- Havenmuseum in de Leuvehaven
- Het Nieuwe Instituut
- Houweling Telecom Museum
- Huis Sonneveld
- Kijk-kubus
- Kunsthal
- Laurenskerk
- Mariniersmuseum
- Maritiem Museum Rotterdam
- Museum Boijmans Van Beuningen
- Museum De Delft (2001-2019; gesloten)
- Museum De Dubbelde Palmboom (museum van 1975-2012; gesloten)
- Museum Het Schielandshuis (museum van 1949-2016; gesloten)
- Museum Hillesluis (1993-2006; gesloten)
- Museum Oud-Overschie
- Museum Rotterdam
- Museum Rotterdam ´40-´45 NU
- Museum Stoomdepot
- Museum voor Keramiek Pablo Rueda Lara
- Natuurhistorisch Museum Rotterdam
- Nederlands Fotomuseum
- Radiomuseum (Rotterdam)
- Rotterdams Openbaar Vervoer Museum
- Rotterdams Welvaren in Delfshaven (2001-2019; gesloten)
- Schaakstukkenmuseum
- Scoutingmuseum de Ducdalf
- Strips! Museum (2016-2017)
- Trompenburg Tuinen & Arboretum
- Villa Zebra
- Wereldmuseum Rotterdam
- Kunstinstituut Melly

### Schiedam
- Jenevermuseum
- Museummolen De Walvisch
- Nationaal Coöperatie Museum Schiedam
- Stedelijk Museum Schiedam

### Schipluiden
- Museum Tramstation

### Schoonhoven
- Nederlands Zilvermuseum

### Sliedrecht
- Nationaal Baggermuseum
- Sliedrechts Museum

### Sommelsdijk
- Streekmuseum Goeree-Overflakkee

### Spijkenisse
- Museumwoning 'Back to the Sixties'

### Strijen
- Smederijmuseum "Het Land van Strijen"

### Ter Aar
- Historisch Museum Ter Aar

### Tinte
- Museum in den Halven Maen

### Tiengemeten
- Landbouwmuseum Tiengemeten
- Rien Poortvlietmuseum

### Valkenburg
- Nationaal Smalspoormuseum
- Torenmuseum Valkenburg

### Vlaardingen
- Museum Vlaardingen
- Muziekinformatie- en Documentatiecentrum Ton Stolk
- Streekmuseum Jan Anderson

### Voorburg
- Huygensmuseum Hofwijck
- Stadsmuseum Leidschendam-Voorburg
- Swaensteyn Museum

### Voorhout
- Ruïne van Teylingen

### Voorschoten
- Kasteel Duivenvoorde
- Museum Voorschoten

### Wassenaar
- Brandweermuseum Wassenaar
- Museum Voorlinden

### Woubrugge
- Museum van Hemessen

### Zoetermeer
- Stadsmuseum Zoetermeer

### Zoeterwoude
- Museum De Bommelzolder

### Zwijndrecht
- TRIS-museum